# 三国名勝図会

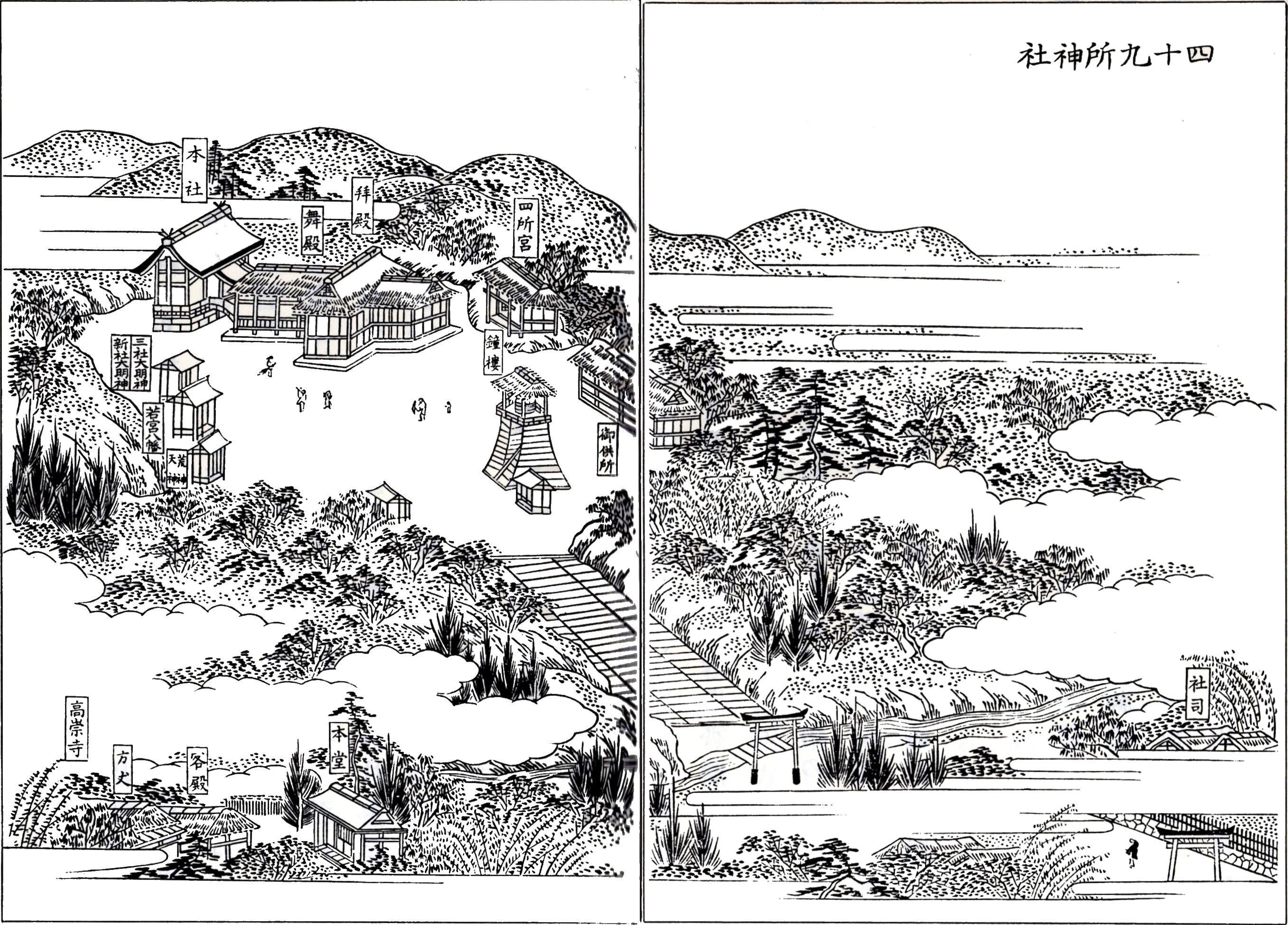
挿絵の例（高山郷・四十九所神社、巻之四十八）

三国名勝図会（さんごくめいしょうずえ）は、江戸時代後期に薩摩藩が編纂した薩摩国、大隅国、及び日向国の一部を含む領内の地誌や名所を記した文書。
特に、神社や寺院についてはその由緒、建物の配置図や外観の挿絵まで詳細に記載されている。また各地の名所風景を描いた挿絵も多く、当時の薩摩藩領内の様子を知るための貴重な資料となっている。全60巻。

## 経緯
南九州の地誌に関する文書として和銅6年（713年）及び延長3年（925年）に風土記の編纂が指示された記録が残っているが、薩摩国風土記、大隅国風土記、日向国風土記はいずれも現存しない。江戸時代に入ると寛政7年（1795年）に白尾国柱が編纂した『麑藩名勝考』、文化3年（1806年）に本田親孚らが編纂した『薩藩名勝志』がある。これに続くものとして薩摩藩藩主島津斉興が、橋口兼古、五代秀堯（五代友厚の父）、橋口兼柄らに領内の地誌編纂を命じ、天保14年（1843年）にまとめられたのが三国名勝図会である。南九州の地誌編纂は、その後明治4年（1871年）の『薩隅日地理纂考』へ受け継がれている。
島津久光による校正を経て明治38年（1905年）に和装本全20巻として出版された。この版には当時の元老松方正義による序文が添えられている。
昭和41年（1966年）にも南日本出版文化協会から全3巻（B5判）として出版。昭和57年（1982年）には、1905年の和装版を底本とした復刻版が、洋装本全4巻（B5判）として刊行された。この版には原口虎雄（原口泉の父）による「索引編」が別巻として添えられている。

## 各巻の項目一覧
- 1巻：薩隅日総説（日向国、薩摩国、大隅国の成り立ちなど）
- 薩摩国
  - 2-7巻：鹿児島郡（現在の鹿児島市付近）
  - 8-10巻：日置郡（現在の日置市、いちき串木野市付近）
  - 11-12巻：薩摩郡（現在の薩摩川内市、さつま町付近）
  - 13-14巻：高城郡（現在の薩摩川内市付近）
  - 15-16巻：出水郡（現在の出水市、阿久根市付近）
  - 17-18巻：伊佐郡（現在の伊佐市付近）
  - 19巻：谿山郡（現在の鹿児島市谷山付近）
  - 20巻：給黎郡（現在の鹿児島市喜入、南九州市知覧町付近）
  - 21-22巻：揖宿郡（現在の指宿市付近）
  - 23-24巻：頴娃郡（現在の南九州市頴娃町付近）
  - 25-27巻：河邊郡（現在の南さつま市、枕崎市、南九州市川辺町付近）
  - 28巻：河邊郡（島嶼、現在の三島村及び十島村）
  - 29巻：阿多郡（現在の日置市、南さつま市付近）
  - 30巻：甑島郡（現在の甑島列島）
- 大隅国
  - 31-32巻：囎唹郡（現在の霧島市付近）
  - 33-36巻：曽於郡（現在の曽於市付近）
  - 37-39巻：姶羅郡（現在の姶良市付近）
  - 40-41巻：桑原郡（現在の霧島市、湧水町付近）
  - 42巻：菱刈郡（現在の伊佐市付近）
  - 43巻：大隅郡（北部、現在の桜島）
  - 44-46巻：大隅郡（南部、現在の垂水市、錦江町、南大隅町付近）
  - 47-49巻：肝属郡（現在の鹿屋市、肝付町付近）
  - 50巻：馭謨郡（現在の屋久島）
  - 51巻：熊毛郡（現在の種子島）
- 日向国
  - 52-54巻：諸縣郡（西部、現在のえびの市、小林市付近）
  - 55巻：諸縣郡（東部、現在の宮崎市高岡町、綾町付近）
  - 56-60巻：諸縣郡（南部、現在の都城市、志布志市、高原町付近）